# Кеик (царь Трахина)
Кеик (др.-греч. Κήϋξ) — персонаж древнегреческой мифологии. Сын Геспера. Племянник Амфитриона или Геракла. Союзник Геракла. Царь Трахина. Отец Фемистонои, жены Кикна. По версии, отец Гиласа. См. Гесиод. Великие Эои, фр.251 М.-У.
Радушно принял Геракла. Геракл поселился у него вместе с аркадянами. Дал убежище сыновьям Геракла. Когда Еврисфей угрожал Кеику и требовал их выдачи, те покинули Трахин; либо Кеик отослал их в Афины.